# Paectes lunodes
Paectes lunodes là một loài bướm đêm trong họ Noctuidae.